# ديفيد بوسطن
ديفيد بوسطن (بالإنجليزية: David Boston)‏ هو لاعب كرة قدم أمريكية أمريكي، ولد في 19 أغسطس 1978 في هامبل في الولايات المتحدة.

## وصلات خارجية
- ديفيد بوسطن على موقع مرجع كرة القدم المحترفة.كوم (الإنجليزية)
- ديفيد بوسطن على موقع JustSportsStats.com (الإنجليزية)
- ديفيد بوسطن على موقع كلية كرة القدم في سبورتس رفرنس.كوم (الإنجليزية)